# Sukan RTM
RTM體育頻道，是马来西亚广播电视台（RTM）的一个免费电视频道。

## 歷史
2002年，RTM宣布将推出一个致力于体育和娱乐的专业综合频道，该频道后来成为Sukan RTM。
该服务最初是从2008年开始试运行的，当时它在北京奥运会期间开始，在夏季奥运会结束后结束。10年后的2018年6月13日，RTM HD正式推出，在MYTV Broadcasting的111频道独家试播。2018年7月13日，RTM HD 更名为 RTM HD Sports，这是一个仍在测试中的免费广播全体育频道。 2021年4月1日，RTM Sports正式更名，并在RTM成立75周年和RTM Orchestra成立60周年之际以“Sukan RTM”的名称推出。 其企业口号“Sukan Untuk Semua”被引入。

## 新闻
- Stadium RTM (RTM体育馆) 与TV1，Berita RTM和Sukan RTM同步直播。

## 节目
- Sekilas Liga[5]

## 現有的轉播權

### 國際性
| 體育       | 國家/區域      | 賽事                       | 摘要                                                                  | Ref   |
| ---------- | -------------- | -------------------------- | --------------------------------------------------------------------- | ----- |
| 綜合運動會 | 东南亚国家联盟 | 東南亞運動會               | 每場比賽，開閉幕典禮現場直播。與Astro聯合授權。                       |       |
| 綜合運動會 | 亞洲           | 亞洲運動會                 | 每場比賽，開閉幕典禮現場直播。與Astro聯合授權。                       |       |
| 綜合運動會 | 全世界         | 夏季奧運和冬季奧運         | 每場比賽，開閉幕典禮現場直播。與Astro聯合授權。(直到2024年)           |       |
| 足球       | 全世界         | 國際足總世界盃             | 選定的賽事直播和延遲直播。從Astro獲得許可。                           |       |
| 足球       | 东南亚国家联盟 | 東盟足球錦標賽             | 所有比賽直播和延遲直播（包括所有馬來西亞比賽直播）。從Astro獲得許可。 | [ 6 ] |
| 足球       | 南美洲         | 美洲盃足球賽               | 2019年時26場比賽中的20場 (17場直播和3場延遲直播)                      | [ 7 ] |
| 足球       | 英格兰         | 英格蘭足球超級聯賽         | 選定的賽事                                                            | [ 8 ] |
| 籃球       | 东南亚国家联盟 | 東南亞職業籃球聯賽         | 選定的賽事直播和延遲直播。從Astro獲得許可。                           |       |
| 欖球       | 全世界         | 世界盃欖球賽               | 選定的賽事直播和延遲直播。從Astro獲得許可。                           |       |
| 羽毛球     | 马来西亚       | 2024年馬來西亞羽毛球公開賽 | 選定的賽事直播和延遲直播。從Astro獲得許可。                           |       |
| 羽毛球     | 马来西亚       | 2025年馬來西亞羽毛球公開賽 | 選定的賽事直播和延遲直播。從Astro獲得許可。                           |       |

## 以前的轉播權

### 馬來西亞
| 體育 | 賽事                 | 開始 | 結束 |
| ---- | -------------------- | ---- | ---- |
| 足球 | 馬來西亞首要足球聯賽 | 2018 |      |
| 足球 | 馬來西亞盃           | 2023 |      |
| 足球 | 馬來西亞足總盃       | 2023 |      |
| 足球 | 馬來西亞首要足球聯賽 | 2023 |      |
| 足球 | 馬來西亞超級足球聯賽 | 2023 |      |
| 足球 | 馬來西亞慈善盾       | 2023 |      |

### 國際性
| 體育 | 區域           | 賽事               | 開始 | 結束    |
| ---- | -------------- | ------------------ | ---- | ------- |
| 籃球 | 东南亚国家联盟 | 東南亞職業籃球聯賽 | 2014 | 2018–19 |
| 足球 | 东南亚国家联盟 | FIFA世界杯         | 2022 | 2022    |
| 足球 | 东南亚国家联盟 | 東盟足球錦標賽     | 2022 | 2023    |
| 足球 | 东南亚国家联盟 | 欧洲足球锦标赛     | 2019 | 2020    |

## 体育赛事 (同步现场直播)
- 亚洲运动会
- 东南亚运动会
- 夏季奥林匹克运动会
- 冬季奥林匹克运动会
- 英聯邦運動會
- 马来西亚运动会
- 世界摩托车锦标赛
- 汤姆斯杯
- 尤伯杯